# Circonscription Woreda 25
La circonscription Woreda 25 est une des 23 circonscriptions législatives de la ville-région d'Addis-Abeba. Son représentant actuel est Gemeda Binegde Gudeto.